# Битва на Аксоне
49°24′16″ с. ш. 3°50′45″ в. д.
Би́тва на Аксо́не — сражение между белгами под предводительством вождя суессионов Гальбы и восемью римскими легионами Юлия Цезаря, произошедшее в 57 году до н. э. на реке Аксона (галльск. Axona, ныне река Эна во Франции).

## Предыстория
Весною 57 года до н. э. Цезарь с 8 легионами пошёл к северу, чтобы утвердить римское владычество над племенами белгов, живших по нижнему течению Рейна, среди которых замечались враждебные к римлянам настроения. В поддержку римлян выступило только племя ремов. Остальные племена на общем собрании решили выставить против Цезаря объединённую армию в количестве 306 тыс. воинов. Как только Цезарь узнал о том, что белги стянули все войска в одно место, он перевел свою армию через реку Аксону и там на холме разбил укрепленный лагерь. На мосту через Аксону Цезарь оставил легата Квинта Титурия Сабина с шестью когортами, чтобы прикрывать путь для поставок провианта из страны ремов.
Белги осадили город ремов Бибракс и тем самым расположились в 8 милях от лагеря Цезаря. Послы ремов просили Цезаря о помощи, которую он им и предоставил в виде отрядов нумидийских и критских стрелков и балеарских пращников. Белги отступили от города и двинулись против Цезаря, остановившись в 2 милях от его лагеря.

## Ход битвы
Ввиду численного превосходства на стороне белгов Цезарь сначала решил уклониться от генерального сражения, ограничившись конными стычками. На холме, на котором находился лагерь римлян, Цезарь решил расположить свои силы. Шесть легионов он выстроил перед лагерем, а два оставил в лагере в качестве резерва. Белги также вывели своё войско и выстроили его.
Между войсками белгов и римлян было небольшое болото, через которое ни одна из сторон не решила переправляться. Завязалось только конное сражение, успех в котором был на стороне римлян. Цезарь отвёл войска в лагерь, а белги двинулись к Аксоне. Там они нашли брод и попытались переправить часть своих сил, чтобы взять редуты, которыми командовал Титурий Сабин, и разрушить мост; а если это не удастся, то опустошить страну ремов и отрезать Цезаря от подвоза.
По получении об этом известия Цезарь перевел по мосту всю конницу и легковооруженных стрелков и пращников и направился против белгов. Римляне напали на переправлявшихся и довольно многих из них перебили. Те, кто уже переправился, были разбиты римской конницей, остальных пытавшихся переправиться отразили градом снарядов. Белги отступили к своему лагерю.

## Последствия
В связи с тем, что белги не могли долго содержать огромную армию в чужой стране, они решили вернуться в свои земли. Как только Цезарь удостоверился, что это отступление не засада, он выслал всю конницу, а за ней следом три легиона. Римляне догнали белгов и многих из них перебили.